# Motel Destino
Motel Destino is een Braziliaans-Frans-Duitse erotische thriller uit 2024, geregisseerd en mede geschreven door Karim Aïnouz. De hoofdrollen worden vertolkt door Iago Xavier, Nataly Rocha en Fábio Assunção.

## Verhaal
Het neonkleurige "Motel Destino" is een sekshotel langs de weg aan de noordoostelijke kust van Brazilië, gerund door de brute Elias en zijn gefrustreerde, mooie vrouw Dayana. De 21-jarige Heraldo komt in het motel terechtkomt, nadat hij een aanslag heeft verpest en op de vlucht is geslagen voor zowel de politie als de bende die hij in de steek heeft gelaten. Dayana geraakt geïntrigeerd en laat hem blijven, waarna ze een hartstochtelijke relatie beginnen.

## Rolverdeling
| Acteur         | Personage |
| -------------- | --------- |
| Iago Xavier    | Heraldo   |
| Nataly Rocha   | Dayana    |
| Fábio Assunção | Elias     |

## Productie
Motel Destino werd geproduceerd door Cinema Inflamável en Gullane in coproductie met Globo Filmes, Telecine en Canal Brasil, en internationaal gecoproduceerd door Maneki Films (Frankrijk) en The Match Factory (Duitsland). Het scenario werd geschreven door Wislan Esmeraldo, in samenwerking met Aïnouz en Mauricio Zacharias. De filmopnames gingen van start begin augustus 2023 en de film is geheel opgenomen in Ceará, waar Aïnouz vandaan komt. De hoofdrolspelers Iago Xavier en Nataly Rocha werden geselecteerd na een uitgebreid auditieproces waarbij meer dan 500 acteurs betrokken waren.

## Release
Motel Destino ging op 22 mei 2024 in première op het Filmfestival van Cannes in de competitie voor de Gouden Palm.

## Prijzen en nominaties
De belangrijkste:
| Jaar | Prijs                   | Categorie   | Genomineerde(n) | Uitslag     |
| ---- | ----------------------- | ----------- | --------------- | ----------- |
| 2024 | Filmfestival van Cannes | Gouden Palm | Karim Aïnouz    | Genomineerd |